# Liriomyza hungarica
Liriomyza hungarica är en tvåvingeart som beskrevs av Friedrich Georg Hendel 1931. Liriomyza hungarica ingår i släktet Liriomyza och familjen minerarflugor.
Artens utbredningsområde är Ungern. Inga underarter finns listade i Catalogue of Life.